# V Liceum Ogólnokształcące im. Adama Mickiewicza w Częstochowie
V Liceum Ogólnokształcące im. Adama Mickiewicza w Częstochowie – jedna z najbardziej renomowanych i najstarszych szkół średnich w Częstochowie, potocznie określana jako Mickiewicz lub Micek, mieści się przy ulicy Krakowskiej 29.

## Historia
Powstało w 1949 roku, przy ulicy Kopernika w Częstochowie. Od 1954 roku do dziś placówka mieści się przy ulicy Krakowskiej.
W 1956 roku szkołę przekształcono na Szkołę Podstawową i Liceum Ogólnokształcące Numer 1. Od roku 1963 funkcjonuje już samodzielnie jako liceum. W latach siedemdziesiątych XX wieku szkoła funkcjonowała jako V Liceum Ogólnokształcące im. Adama Mickiewicza.
Szkoła była znana w Częstochowie z prowadzenia klas z rozszerzonym profilem języka rosyjskiego a laboratorium lingwistyczne z ówcześnie nowoczesnym sprzętem audio i jednoosobowymi kabinami były chlubą szkoły. W roku 1979 została przemieniona w Zespół Szkół im. Adama Mickiewicza. Oprócz Liceum było jeszcze Technikum Zawodowe oraz Zasadnicza Szkoła Zawodowa. Na wniosek kuratora 31 sierpnia 1987 Zespół Szkół przestał istnieć. Tym samym pozostało znowu samodzielnie V Liceum Ogólnokształcące im. Adama Mickiewicza.
W roku szkolnym 1993/94 mgr Jerzy Jurkowski utworzył w LO pierwszą w Częstochowie klasę uniwersytecką o profilu matematyczno-fizyczno-informatycznym z poszerzonym programem nauczania matematyki. Klasa liczyła zaledwie piętnaście osób. Zamierzeniem autora programu było stworzenie takiej sytuacji, aby uczniowie ci mieli szansę podjęcia studiów na Politechnice Częstochowskiej już po ukończeniu II klasy. Eksperyment z podjęciem studiów jeszcze w trakcie nauki w szkole średniej udał się w przypadku trzech uczniów. Jeszcze w szkole średniej uczniowie ci zaliczyli dwa pierwsze lata studiów. Wraz ze zdaniem matury otrzymali oni indeksy i zostali studentami trzeciego roku studiów. 
W następnym roku szkolnym 1994/95 powstała druga klasa autorska, której uczeń Marek Goebel we wrześniu 1997 roku otrzymał stypendium z rąk ówczesnego premiera Włodzimierza Cimoszewicza.
Od roku 1999 w szkole zaszły ogromne zmiany. Został opracowany wewnątrzszkolny system oceniania, dokonano nowelizacji statutu szkoły, dostosowując go do wymogów zreformowanego systemu oświaty w Polsce. We wrześniu 2003 roku szkoła przystąpiła do akcji organizowanej przez „Gazetą Wyborczą” – „Szkoła z klasą”. Po spełnieniu określonych regulaminem wymagań szkoła otrzymała tytuł „Szkoły z klasą”. 
W roku 2002 nastąpiło przekształcenie na mocy uchwały Rady Miasta Częstochowy numer 734/LVIII/02 z dnia 31/01/02 szkoły ponadpodstawowej V Liceum Ogólnokształcącego im. A. Mickiewicza w Częstochowie przy ul. Krakowskiej 29 w szkołę ponadgimnazjalną: „V Liceum Ogólnokształcące im. A. Mickiewicza w Częstochowie” ul. Krakowska 29. 
Zmiana ta wynikała z przepisów wprowadzających reformą ustroju szkolnego z 1999 roku. Jako szczególny dzień zapisał się w kronikach szkoły 25 września 2004 roku. W tym dniu szkoła obchodziła swoje wielkie święto – 55 rocznicą istnienia. Obchody stały się okazją do odwiedzin dla przyjaciół, absolwentów, grona pedagogicznego. W części oficjalnej wprowadzono sztandar i odsłonięto tablicę pamiątkową. Część artystyczną poświęcono przybliżeniu sylwetki Adama Mickiewicza i jego twórczości. Na korytarzach szkolnych można było zwiedzać wystawy m.in. prezentowane były wszystkie kroniki od początku istnienia szkoły.
Od roku 2002 do szkoły są przyjmowani absolwenci gimnazjum, którzy po trzech latach nauki kończą ją, przystępując do egzaminu maturalnego i otrzymując średnie wykształcenie.

## Dyrektorzy
1. 1949 – 1950 Barbara Peryga
2. 1950 – 1952 Janina Puczyńska
3. 1952 – 1953 Barbara Szropińska
4. 1953 – 1955 Marian Kłopotek
5. 1955 – 1956 Tadeusz Peryga
6. 1956 – 1963 Janina Puczyńska
7. 1963 – 1966 Leon Kowalewski
8. 1966 – 1981 Emil Kołodziej
9. 1982 – 1991 Kazimierz Pustuł
10. 1992 – 1999 Agata Mackiewicz
11. 1999 – 2018 Andrzej Rydz
12. 2018 – nadal Małgorzata Witek

## Szkoła
W szkole znajdują się:
- Pracownie przedmiotowe z dostępem do Internetu wyposażonymi w nowoczesne pomoce naukowe
- Sala gimnastyczna
- Multimedialne centrum informacji zlokalizowane w bibliotece szkolnej i wyposażone w komputery z dostępem do internetu
- Kiosk ogólnospożywczy
- Gabinet lekarski
- Gabinet psychologiczno-pedagogiczny

W ramach zajęć pozalekcyjnych są prowadzone:
- Koło Caritas
- Szkolne koło sportowe
- Zajęcia z języka angielskiego
- Zajęcia z języka francuskiego
- Zajęcia z języka hiszpańskiego
- Zajęcia z języka niemieckiego

Wieloletnia współpraca: 
- Politechnika Częstochowska
- Teatr im. Adama Mickiewicza w Częstochowie
- Biblioteka Publicza w Częstochowie
- OKF Iluzja